# Chakri Naruebet
De Chakri Naruebet is een licht vliegdekschip en het krachtigste oorlogsschip van de Koninklijke Thaise Marine.
De Chakri Naruebet  is het eerste vliegdekschip dat door een land in Zuidoost-Azië gebruikt wordt. Het schip werd in 1994 in het Spaanse Ferrol door de firma Bazán gebouwd. In 1996 werd het te water gelaten en deed het de eerste maanden dienst bij de Spaanse vloot. In augustus 1997 arriveerde het schip in Thailand. Het is in dienst bij het Derde Marine Luchtcommando en heeft Rayong als thuisbasis.
De Chakri Naruebet onderneemt maar weinig missies en als het dan eens op zee gaat, is het meestal om de Thaise koninklijke familie te vervoeren. Daardoor wordt het schip niet zozeer gezien als een vliegdekschip voor amfibische oorlogvoering, maar wel als een van de duurste koninklijke vaartuigen die er bestaan.